# Malcantone

Werner Friedli: Malcantone mit Monte Gradiccioli im Hintergrund, historisches Luftbild (1954)

Das Malcantone ist eine Region im Schweizer Kanton Tessin, Bezirk Lugano.

## Geographie
Die Region erstreckt sich auf 76,35 Quadratkilometern vom Luganersee (ca. 280 m ü. M.) über eine Hügelzone bis ins Berggebiet auf über 1620 m ü. M. (Monte Lema). Sie unterteilt sich in folgende drei Zonen (Gemeinden mit Stand 1. Mai 2008 in Klammern):
- unteres Malcantone (Agno, Bioggio, Caslano, Magliaso, Neggio, Ponte Tresa, Vernate)
- mittleres Malcantone (Astano, Bedigliora, Croglio, Curio, Monteggio, Novaggio, Pura, Sessa)
- oberes Malcantone (Aranno, Alto Malcantone, Cademario, Miglieglia).

## Geschichte
Erste menschliche Spuren gehen auf das Neolithikum zurück. Gesicherte Zeugnisse gibt es vereinzelt aus der Eisenzeit (Nekropole in Cademario), verbreitet aus der Römerzeit (Agno und Bioggio). Im Mittelalter sind in der Region grosse Besitzungen des Bischofs von Como bezeugt, ebenso existierte dort eine Niederlassung der Johanniter.
Herkömmlich wurde im Malcantone eine Subsistenzlandwirtschaft betrieben. Saisonell wanderten Handwerker aus der Region nach Nord- und Mittelitalien, Frankreich und in die Innerschweiz, um als Ziegelbrenner, Maurer und Stuckateure zu arbeiten. Vor allem im 19. und frühen 20. Jahrhundert wurden in Sessa, in Astano und in Miglieglia Goldbergwerke sowie auf dem Monte Torri eine Eisenmine betrieben.
Ab den 1950er-Jahren wurde das Malcantone zunehmend in den Wirtschaftsraum Lugano integriert, dem es heute vollständig angehört.

## Name
Der mittelalterliche Name der Gegend, wie er sich erstmals 1280 in einer Urkunde findet, war Vallis Aroxii oder Vallis Arosii, also «Tal von Arosio». Der heutige Name ist erstmals 1644 in der latinisierten Form malus angulus in einem bischöflichen Visitationsbericht bezeugt. Auf einer Karte des Erzbistums Mailand aus der ersten Hälfte des 18. Jahrhunderts ist die Region dann als Malcantone eingetragen.
Der Politiker, Publizist und Statistiker Stefano Franscini erklärte den Namen im 19. Jahrhundert volksetymologisch damit, dass die Gegend im Ancien Régime weit weg vom in Lugano residierenden eidgenössischen Landvogt lag, sodass dort häufig Verbrechen (misfatti) geschehen seien. Örtlichkeitsnamen vom Typus Malcantón sind im Tessin und in Norditalien allerdings verbreitet. Vor diesem Hintergrund erklärte der Tessiner Sprachwissenschafter Ottavio Lurati den Namen mit «abseits der Verkehrswege gelegener, schlecht erreichbarer Winkel».

## Bilder

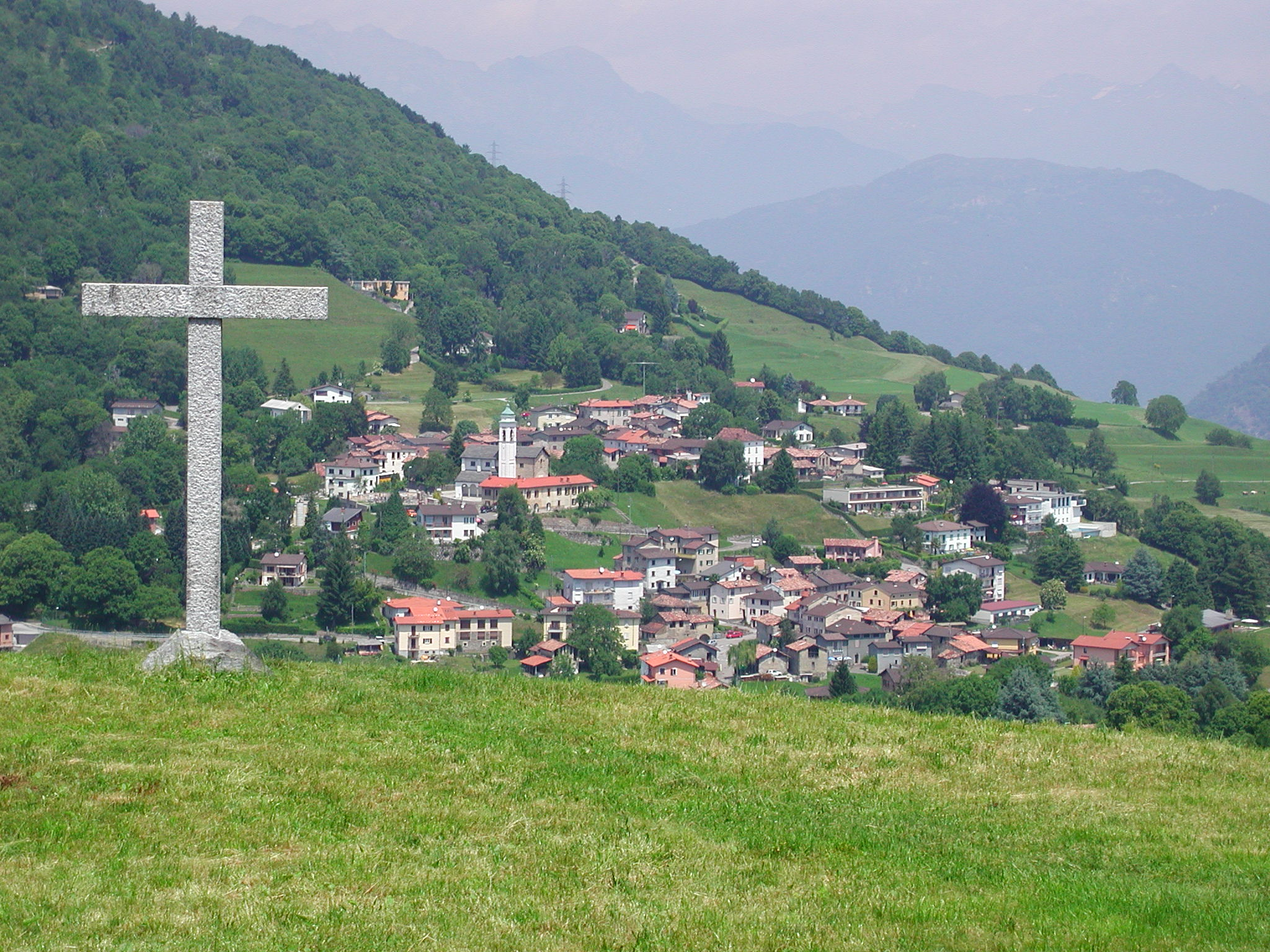
Arosio, Gemeinde Alto Malcantone
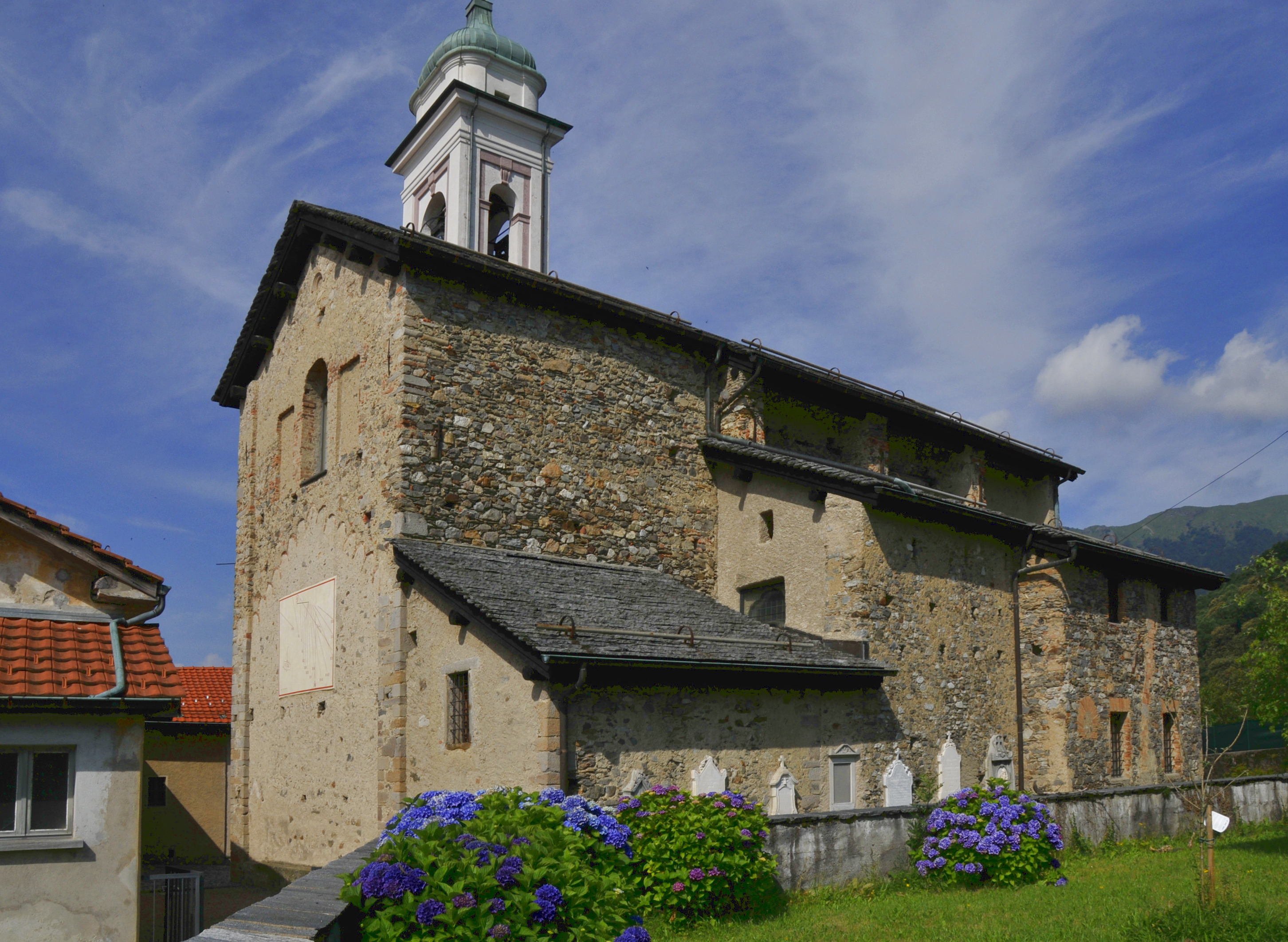
Arosio, Pfarrkirche San Michele
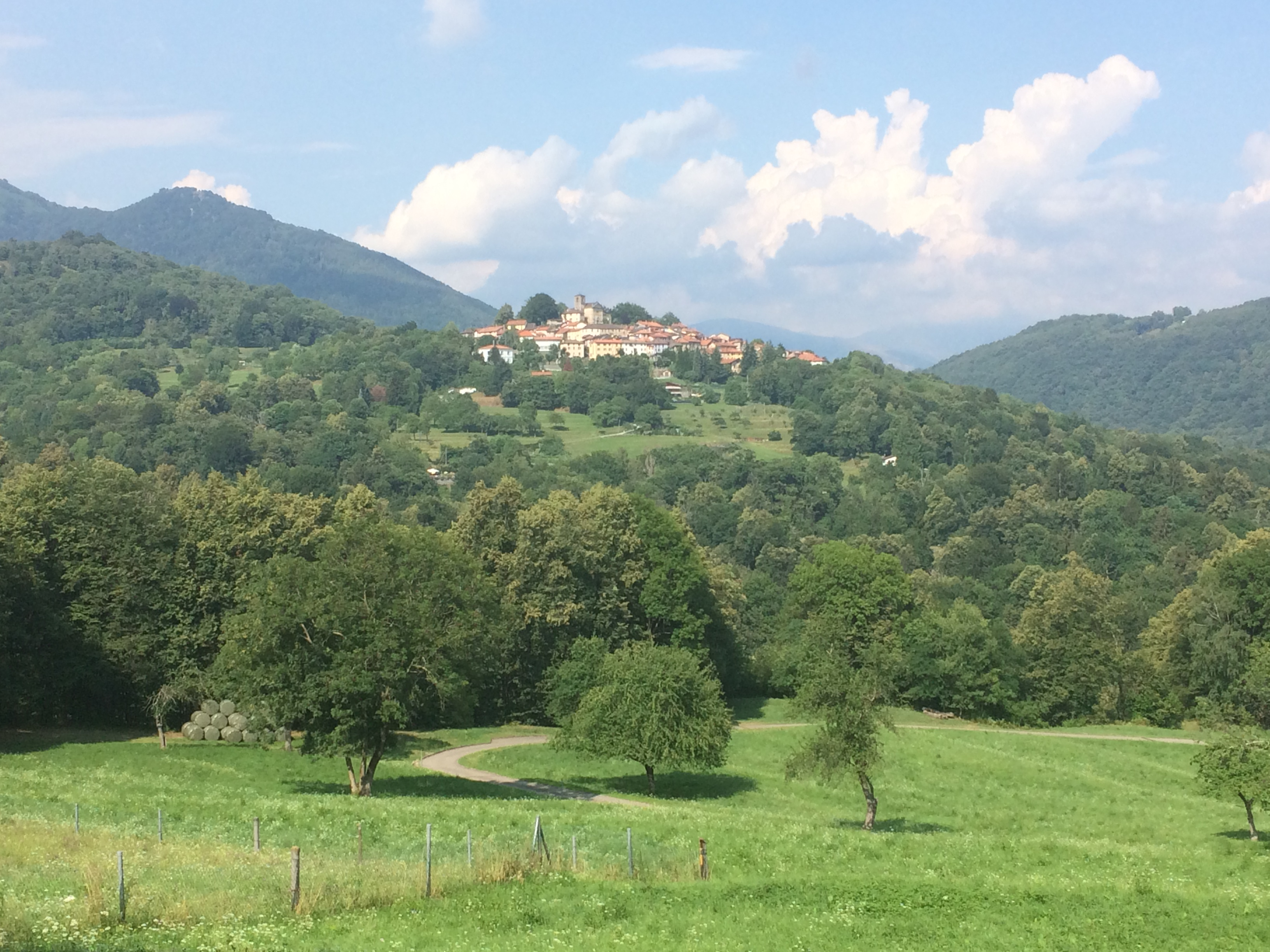
Breno, Gemeinde Alto Malcantone
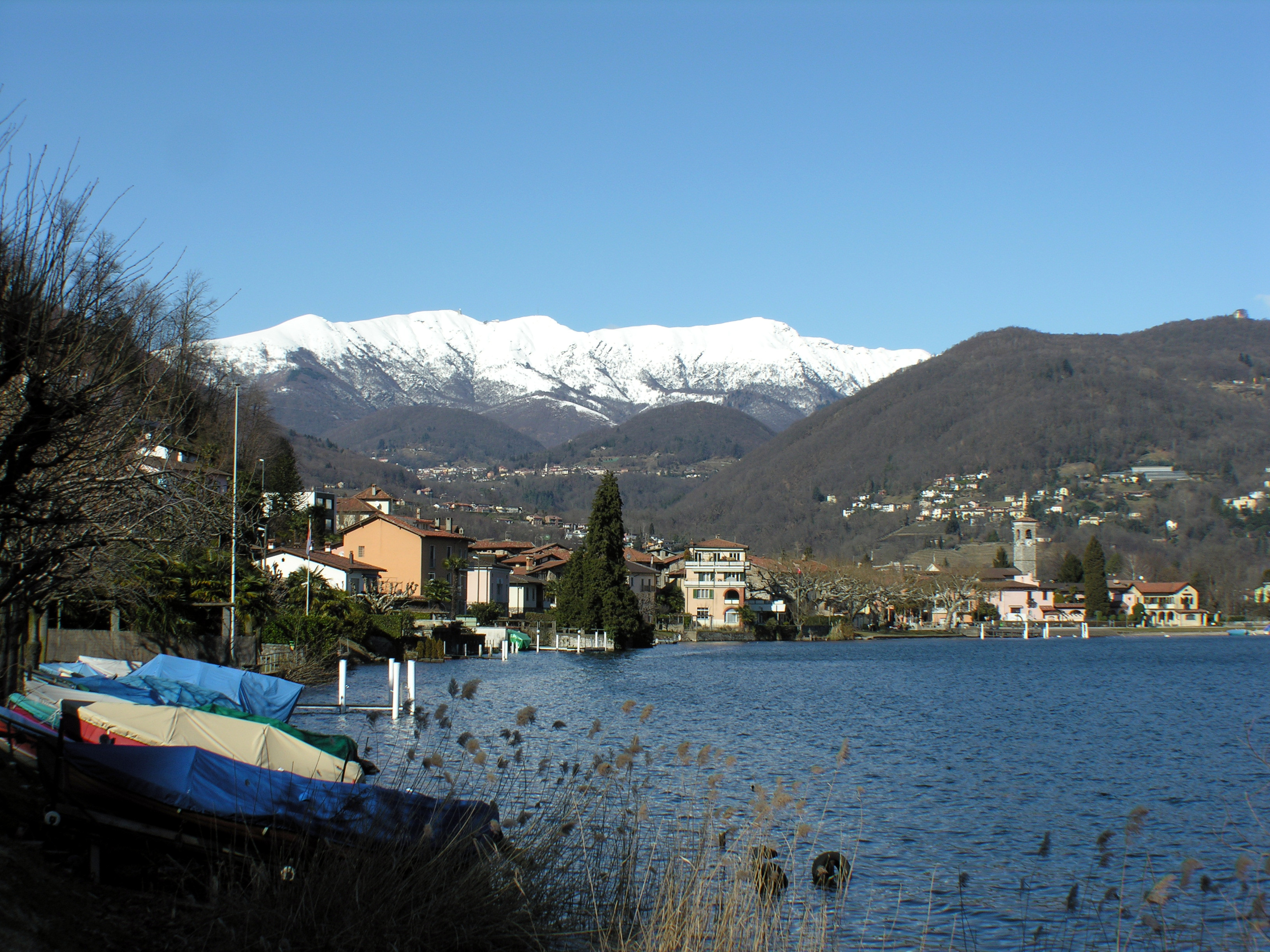
Caslano am Luganersee
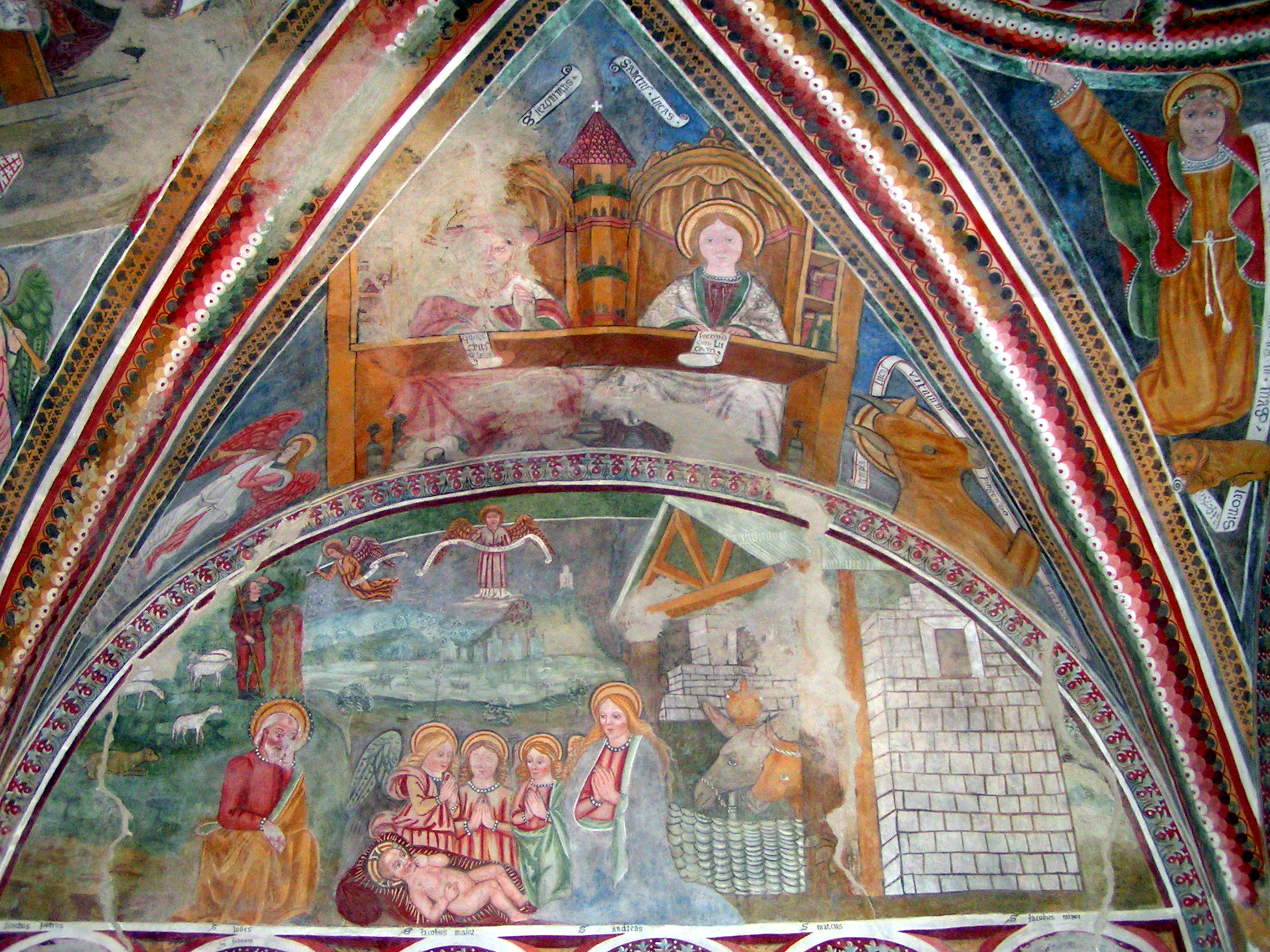
Miglieglia, Kirche Santo Stefano al Colle, Fresken
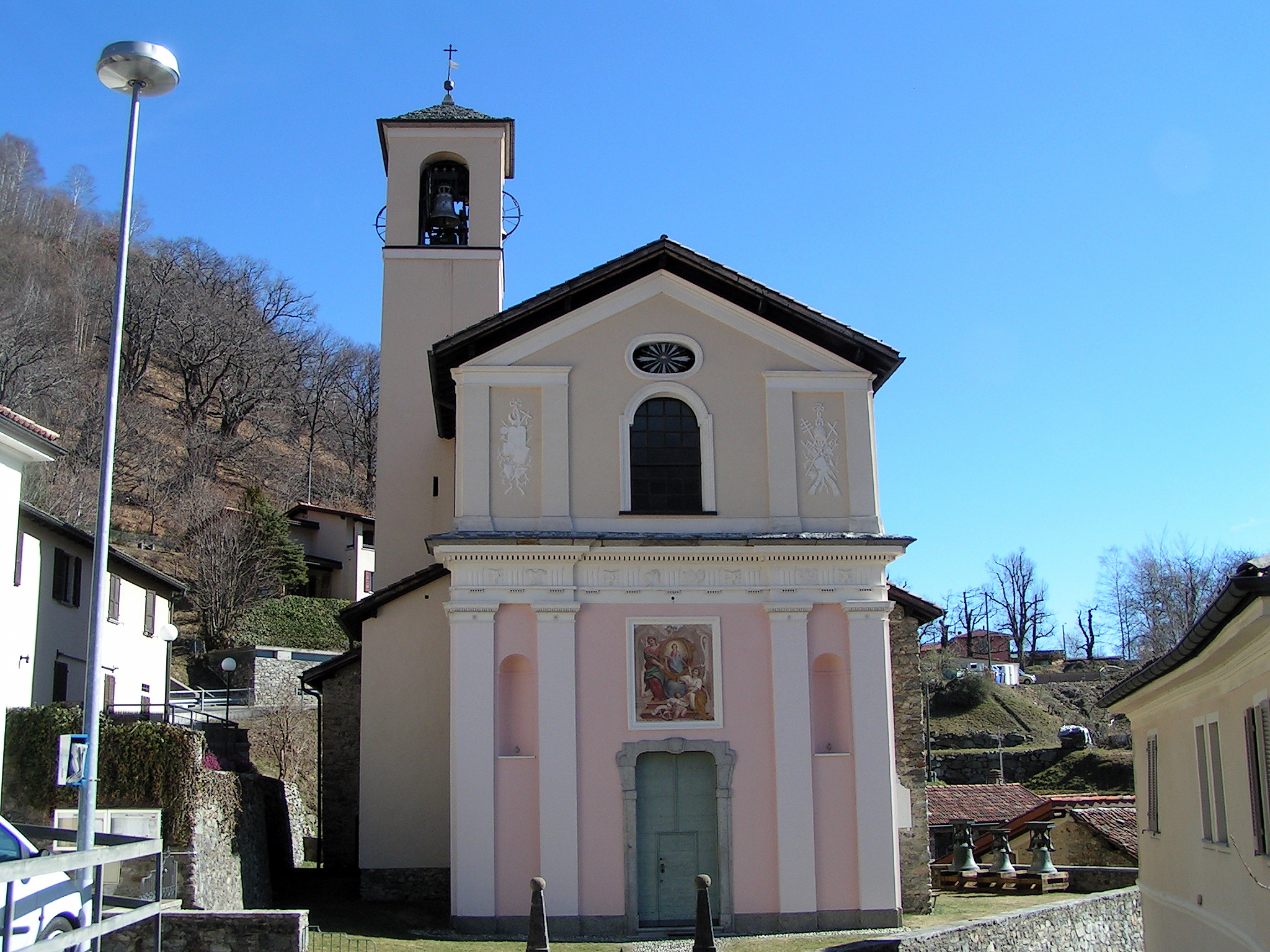
Mugena, Kirche Sant’Agata
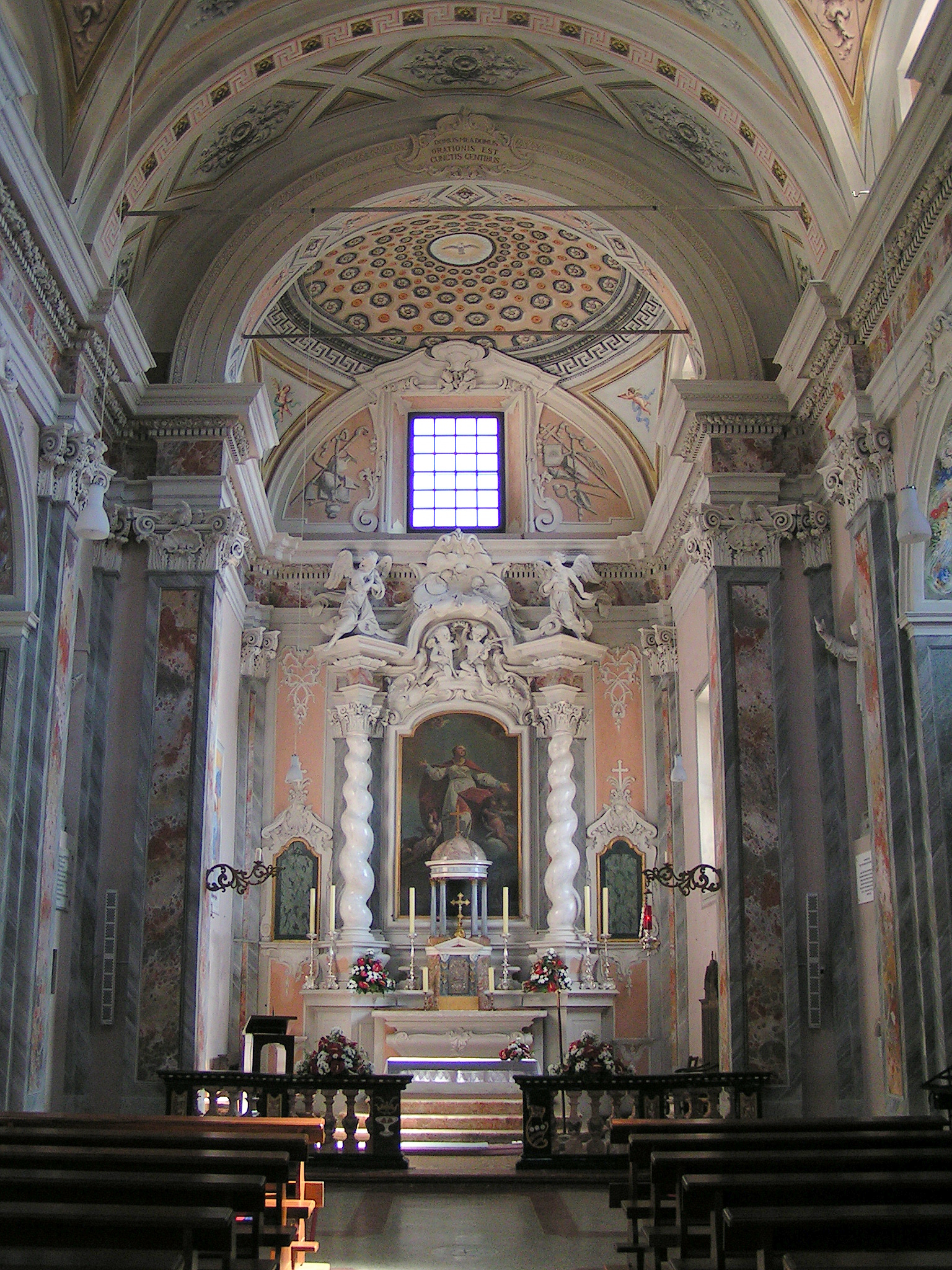
Mugena, Pfarrkirche Sant’Agata, Innenraum
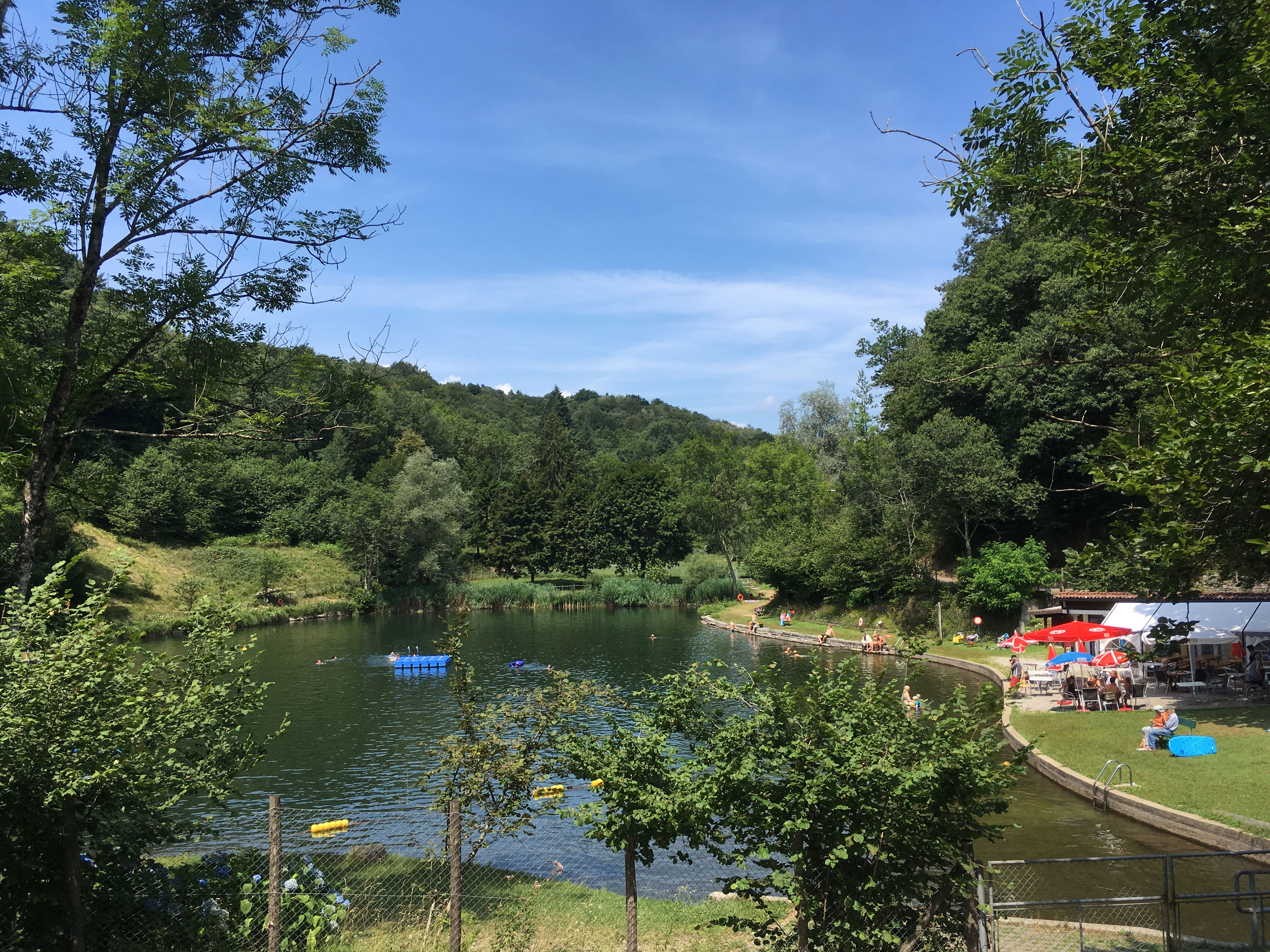
Laghetto di Astano